# Johnny Wright
John Alan Wright, detto Johnny (Londra, 19 maggio 1929 – Blandford Forum, 12 luglio 2001), è stato un pugile britannico.

## Palmarès
- Giochi olimpici

Londra 1948: argento nei pesi medi.